# 1. jugoslawische Fußballliga 1931/32
Die 1. jugoslawische Fußballliga 1931/32 war die zehnte Spielzeit der höchsten jugoslawischen Spielklasse im Fußball der Männer. Sie begann am 11. September 1932 und endete am 7. November 1932.
Meister wurde HŠK Concordia Zagreb.

## Modus
An der Qualifikation nahmen 25 Mannschaften teil. Aus den vier Gruppen qualifizierten sich jeweils die ersten beiden Teams für die Endrunde. Die acht Vereine spielten in dieser Saison den Meister im K.-o.-System aus.

## Teilnehmer und Spielorte
| Verein               | Stadt    | Qualifikation                         |
| -------------------- | -------- | ------------------------------------- |
| ŽŠK Victoria Zagreb  | Zagreb   | Erster Gruppe 1                       |
| Hajduk Split         | Split    | Erster Gruppe 2                       |
| SK Jugoslavija       | Belgrad  | Erster Gruppe 3                       |
| FK BASK              | Belgrad  | Erster Gruppe 4                       |
| HŠK Građanski Zagreb | Zagreb   | Zweiter Gruppe 1                      |
| HŠK Concordia Zagreb | Zagreb   | Zweiter Gruppe 2                      |
| Belgrader SK         | Belgrad  | Zweiter Gruppe 3 und Titelverteidiger |
| FK Vojvodina         | Novi Sad | Zweiter Gruppe 4                      |

## Viertelfinale
Die Hinspiele fanden am 11. September 1932 statt, die Rückspiele am 25. September 1932 (Jugoslavija – Vojvodina am 18. September 1932, Concordia – Victoria am 9. Oktober 1932)
|                     | Gesamt |                      | Hinspiel | Rückspiel |
| ------------------- | ------ | -------------------- | -------- | --------- |
| FK Vojvodina        | 4:9    | SK Jugoslavija       | 2:5      | 2:4       |
| Belgrader SK        | 6:2    | FK BASK              | 3:1      | 3:1       |
| Hajduk Split        | 5:2    | HŠK Građanski Zagreb | 3:0      | 2:2       |
| ŽŠK Victoria Zagreb | 03:10  | HŠK Concordia Zagreb | 0:3      | 3:7       |

## Halbfinale
Die Hinspiele fanden am 16. Oktober 1932 statt, die Rückspiele am 23. Oktober 1932
|                | Gesamt |                      | Hinspiel | Rückspiel |
| -------------- | ------ | -------------------- | -------- | --------- |
| SK Jugoslavija | 1:6    | HŠK Concordia Zagreb | 0:0      | 1:6       |
| Hajduk Split   | 3:0    | Belgrader SK         | 0:0      | 3:0       |

## Finale
Das Hinspiel fand am 30. Oktober 1932 statt, das Rückspiel am 6. November 1932
|              | Gesamt |                      | Hinspiel | Rückspiel |
| ------------ | ------ | -------------------- | -------- | --------- |
| Hajduk Split | 2:4    | HŠK Concordia Zagreb | 1:2      | 1:2       |